# Villa Niemack
Villa Niemack si trova a Lucca in via dei Bacchettoni, tra il baluardo San Pietro e quello di San Salvatore.

## Storia e descrizione
Progettata dall’architetto Virginio Paolinelli per conto dell’industriale Giovanni Niemack, il cui zio aveva costruito nel 1878 una fabbrica nella vicina via dei Borghi introducendo a Lucca la lavorazione del cotone greggio, la villa fu costruita a cavallo tra l'Otto e il Novecento.
L'edificio è uno dei più significativi esempi dello stile Liberty a Lucca, ma l’architettura dello stesso è frutto della versatilità del progettista per la combinazione tra lo stile dell’epoca, appunto il Liberty, e gli stili architettonici del passato.
La villa è ora di proprietà del comune di Lucca che, dopo averla completamente ristrutturata (2010), l’ha messa a disposizione della Croce Rossa e dell’azienda pubblica di servizi alla persona Carlo Del Prete.